# Жінка і смерть
«Жінка і смерть» (ісп. La Dama y la Muerte) — іспанський короткометражний 3D-мультфільм у жанрі чорної комедії, створений студією Kandor Graphics в 2009 році. 
У 2010 році мультфільм отримав премію «Гойя», а також був номінований на премію «Оскар», однак поступився нагородою «Логорамі» 

## Сюжет
Літня жінка лягає спати і помирає уві сні. Після цього приходить Смерть, щоб забрати душу і возз'єднати жінку з духом її покійного чоловіка. Однак, несподівано, дух жінки повертається назад у тіло, завдяки реанімаційним заходам лікаря (який, до того ж, у свій час займався і реанімацією її покійного чоловіка). З цього моменту починається боротьба за життя жінки між Смертю і лікарем, які не хочуть поступатися один одному.
Нарешті, Смерть здається і йде геть, але тепер незадоволена вже літня жінка, яка трохи згодом покінчує життя самогубством. У кінці ми бачимо, як засмучена Смерть вже перед входом в потойбічний світ отримує на свій пейджер повідомлення знову забрати дух жінки і зі злістю кидає пейджер. 